# Жінка з квіткою (Пікассо)
«Жінка з квіткою» — картина, створена іспанським художником Пабло Пікассо в 1932 році. Вона є яскравим прикладом його стилістичного розвитку в межах кубізму, а також відображає одну з ключових тем його творчості — зображення жінки.

## Опис картини
Картина зображує жінку з квіткою в руках, де обличчя і тіло фігури зведені до простих геометричних форм. На полотні переважають лінії та площини, які спотворюють людські пропорції, що є типовим для кубістичного підходу. Хоча зображення жінки не є реалістичним, воно наповнене динамікою і відчуттям внутрішнього життя. Квітка, яку вона тримає, символізує життя, красу та гармонію, контрастуючи з розчленованими формами фігури. Картина відноситься до  періоду неокласицизму та сюрреалізму.

## Стиль і техніка
«Жінка з квіткою» відображає стилістичні особливості кубізму, який розвивався у творчості Пікассо протягом 1910-х та 1920-х років. У цій роботі Пікассо поєднує двовимірність із тривимірністю, передаючи об'єм за допомогою спрощених площин і фрагментації форм. Використання яскравих кольорів, а також контрастів світла і тіні підкреслюють рух та емоційність композиції. Особливістю картини є акцент на обличчі та руках жінки, що вказує на особливу значущість цієї фігури для художника.

## Символізм
Квітка у руках жінки може мати кілька інтерпретацій. З одного боку, вона символізує красу та тендітність життя, з іншого — зв'язок з природою і почуттями. Зображення жінки з квіткою в кубістичній манері викликає у глядача різні емоції — від захоплення до відчуття відчуженості, що характерно для робіт Пікассо цього періоду. Художник також, ймовірно, відображає внутрішні переживання, пов'язані з жінками, які займали важливе місце в його житті.

## Місце у творчості Пікассо
Пабло Пікассо створив низку робіт, у яких досліджував образ жінки у різних формах. Картина «Жінка з квіткою» належить до періоду, коли художник звертався до глибших емоційних і психологічних станів своїх героїв, відображаючи внутрішню напругу через зовнішню спотвореність форм. Це дослідження людської фігури через призму кубізму дозволило Пікассо знайти нові шляхи вираження складних почуттів та станів.

## Наш час

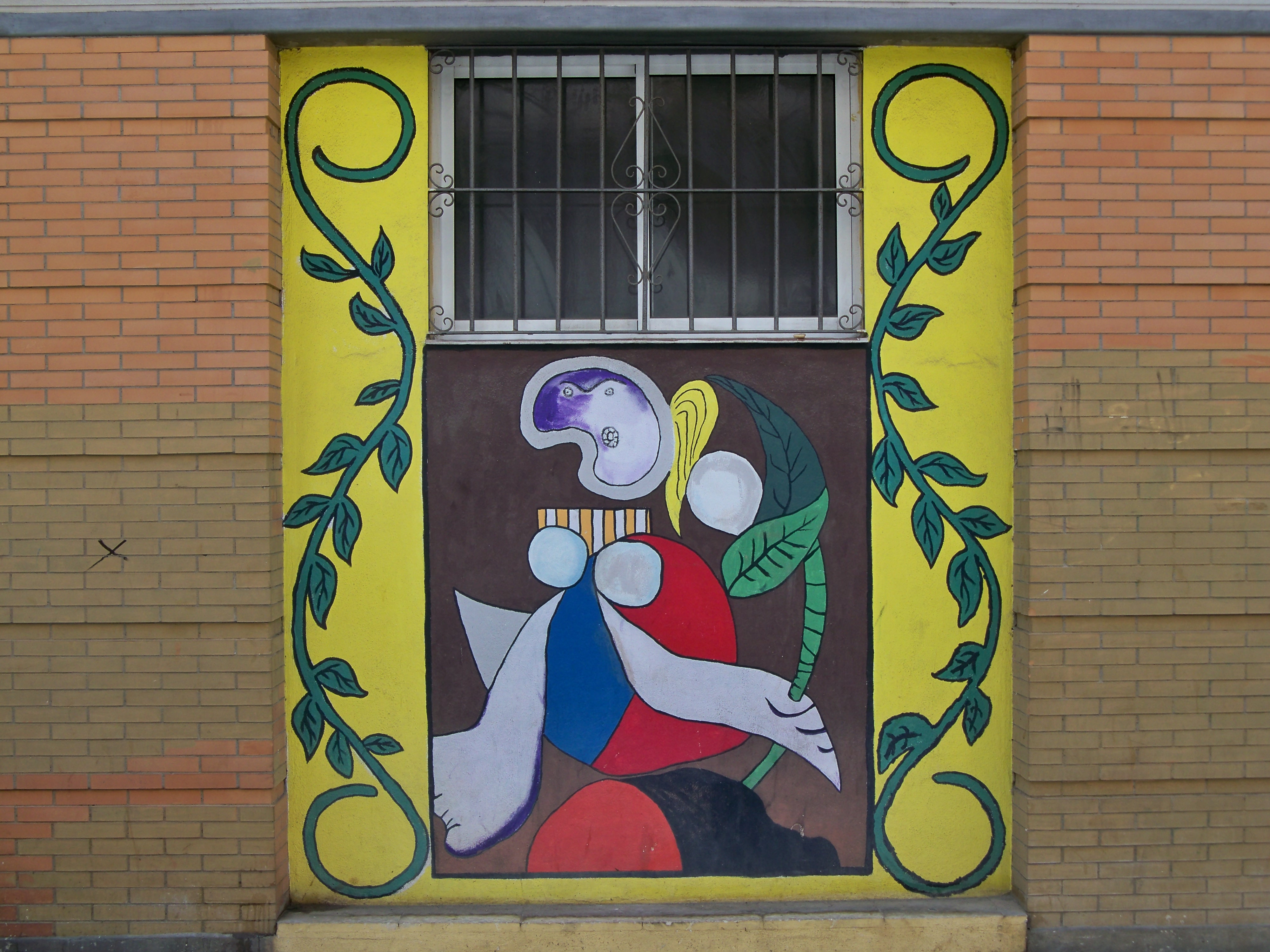
Міський художній розпис на вулиці Уерто дель Конде, район Лагунільяс, Малага, Іспанія. Фреска відтворює картину Пабло Пікассо «Жінка з квіткою» 1932 року.

Картина «Жінка з квіткою» є частиною колекції музею Бойманса — ван Бенінгена у Роттердамі, Нідерланди.

## Цікаві факти
- Музою для картини була Марі-Терез Вальтер: Марі-Терез, одна з найвідоміших коханок і муз Пікассо, часто зображувалася в його роботах цього періоду. Їхні стосунки сильно вплинули на творчість художника, і багато його картин цього часу демонструють її ніжність та жіночність.
- Експерименти з кольором: На відміну від багатьох ранніх кубістичних робіт Пікассо, які використовували обмежену кольорову палітру, «Жінка з квіткою» відзначається більш яскравим і насиченим колоритом. Це свідчить про його прагнення додати більше емоційності і тепла в образи.
- «Жінка з квіткою» зберігається у Музеї Бойманса — ван Бенінгена в Роттердамі. Це робить її доступною для широкого кола глядачів і додає значущості музею як одному з провідних європейських центрів мистецтва.